# Éditions Amsterdam
Pour les articles homonymes, voir Amsterdam (homonymie).
Éditions Amsterdam est la raison sociale d'une maison d'édition française fondée en 2003. Elle publie des sciences humaines, des documentaires et des essais. Sa direction éditoriale est assurée par Nicolas Viellescazes.

## Historique
Installées à Paris, les éditions Amsterdam, ainsi nommées en hommage à Spinoza et aux éditeurs du Siècle d'or néerlandais, ont été créées en 2003 par Jérôme Vidal, avec la collaboration, entre autres, de Charlotte Nordmann. Les premières parutions datent du printemps 2004. La SARL au capital de 100 000 euros fonctionne alors comme un atelier de traduction, la plupart des traductions publiées étant réalisées en interne. 
La maison d'édition se définit alors comme « démocritique » et témoigne un intérêt particulier pour les questions et politiques « minoritaires ». Elle se donne pour objectif de rendre accessibles au public francophone les écrits de théoriciens critiques de langue anglaise évoluant, notamment, dans le champ des cultural studies, des gender studies et des études postcoloniales. Elle établit un temps un partenariat avec les revues Vacarme et Multitudes. 
L'équipe des Éditions Amsterdam lance en 2007 La Revue internationale des livres et des idées, revue critique mensuelle sur le modèle de la New York Review of Books ou de la London Review of Books.
Après une pause éditoriale de presque deux ans consacrée à la réimpression de titres épuisés, Éditions Amsterdam reprend ses publications de nouveautés à l'automne 2016.

## Politique éditoriale
Les Éditions Amsterdam comptent environ 250 ouvrages à leur catalogue, dont un tiers de traductions. Elles ont contribué à faire connaître et reconnaître en France les œuvres de Judith Butler, Takiji Kobayashi, Paul Gilroy, David Harvey, CLR James, Fredric Jameson, Kristin Ross, James C. Scott, Gayatri Chakravorty, Studs Terkel, Monique Wittig et Slavoj Žižek. 
Citons parmi les ouvrages publiés par les éditions Amsterdam : L'Hydre aux mille têtes de Marcus Rediker et Peter Linebaugh, Le Pouvoir des mots et Défaire le genre de Judith Butler, Les Lumières radicales de Jonathan Israel, Identités et Cultures de Stuart Hall, L'Invention de la tradition sous la direction d'Eric Hobsbawm et Terence Ranger, Épistémologie du placard d'Eve Kosofsky Sedgwick, ainsi que des ouvrages d'auteurs francophones comme Sam Bourcier, Gérard Bras, Eric Chauvier, Yves Citton, Éric Fassin, Aurore Koechlin, Maurizio Lazzarato, Pierre Macherey, Yann Moulier-Boutang, Antonio Negri, Nathalie Quintane, Jacques Rancière, Ivan Segré, Pierre Tevanian.
Certains des livres publiés par les éditions Amsterdam suivent les normes de l'orthographe dite réformée ou recommandée.

## Collections
Les Éditions Amsterdam comptent quatre collections actives :
- « L'ordinaire du capital », fondée en 2017 et dirigée Allan Popelard, accueille des documentaires littéraires.
- « Les prairies ordinaires », issue du rachat du fonds de l'éditeur du même nom en 2017[5] et consacrée à la critique culturelle et artistique.
- « Contreparties », dirigée par Abdellali Hajjat et Jocelyne Dakhlia, consacrée au monde islamique et à son histoire.
- « L'émancipation en question », dirigée par Jérôme Vidal et Charlotte Nordmann, qui accueille de brèves introductions aux théories critiques.
- Anciennes collections :
  - « Démocritiques », lancée en 2005.
  - « Caute ! », lancée au printemps 2006 et consacrée aux études spinoziennes.

#### Ouvrages
- Jérôme Vidal, Lire et penser ensemble, Sur l'avenir de l'édition indépendante et la publicité de la pensée critique, présentation sur le site des éditions Amsterdam, novembre 2006.
- André Schiffrin, Le Contrôle de la parole, La Fabrique, 2005.
- Autres ouvrages permettant de situer les éditions Amsterdam dans le contexte plus général de l'édition indépendante ou de l'édition de sciences humaines :
  - Sophie Barluet, Édition de sciences humaines et sociales: le cœur en danger, PUF, 2004.
  - Janine et Greg Brémond, L’Édition sous influence, Liris, 2002.
  - André Schiffrin, L'Édition sans éditeur, La Fabrique, 1999.

#### Articles
- « Les indés de la critique sociale », dossier réalisé par François Cusset pour Livres-Hebdo (no 667, 24 novembre 2006).
- « "La pensée radicale n'avait plus droit de cité" – entretien avec Nicolas Vieillescazes », LVSL, mars 2021.